# Ufficio delle Nazioni Unite a Vienna
L'Internationale Zentrum Wien o Vienna International Center (VIC), conosciuto colloquialmente come UNO-city, è il complesso di edifici che ospita varie organizzazioni delle Nazioni Unite a Vienna, in Austria.

## Complesso
Il VIC è stato progettato dall'architetto austriaco Johann Staber e costruito tra il 1973 e il 1979 poco a nord del Danubio.
Sei torri per uffici a forma di Y circondano un edificio circolare per conferenze, per un'area totale di 230 000 metri quadrati.
La torre più alta (120 m) consta di 28 piani.
Il VIC sorge su un'area extraterritoriale, ossia non è soggetta alla giurisdizione austriaca.
Il VIC e la sede delle Nazioni Unite a Vienna sono accessibili al pubblico e possono essere visitati.

## Organizzazioni ospitate
Il VIC ospita le seguenti organizzazioni internazionali:
- Agenzia internazionale per l'energia atomica
- Ufficio delle Nazioni Unite per il Controllo della Droga e la Prevenzione del Crimine
- Ufficio delle Nazioni Unite a Vienna (UNOV)
- Ufficio delle Nazioni Unite per gli Affari dello Spazio Extra-atmosferico
- Organizzazione delle Nazioni Unite per lo Sviluppo Industriale
- Commissione preparatoria per il Comprehensive Test Ban Treaty (CTBTO)

Altre due importanti organizzazioni internazionali hanno il quartier generale a Vienna, ma fuori dal VIC: l'OSCE e l'OPEC.